# سیارک ۱۸۸۴۱
سیارک ۱۸۸۴۱ (به انگلیسی: 18841 Hruska، نامگذاری:1999RL3) هجده هزار و هشتصد و چهل و یکمین سیارک کشف شده‌است که در ۶ سپتامبر ۱۹۹۹ کشف شد.
قدر مطلق سیارک برابر ۱۳٫۰۰ است.